# گیاه‌پارچ پرزدار
کوزه‌ای پرزدار (نام علمی: Nepenthes villosa) نام یک گونه از سرده گیاه‌پارچ‌ها است.